# Mittelhausbergen
Mittelhausbergen – miejscowość i gmina we Francji, w regionie Grand Est, w departamencie Dolny Ren.
Według danych na rok 1990 gminę zamieszkiwało 1425 osób, 828 os./km².